# Volksfront (Spanje)

Logo van het Volksfront.

Volksfront (Spaans: Frente Popular) is de benaming voor een samenwerkingsverband van centrum- en linkse partijen in Spanje, dat in januari 1936 tot stand kwam op initiatief van de communisten en de linkse republikeinen. Bij het Volksfront waren aangesloten:
- Spaanse Socialistische Arbeiderspartij (PSOE)
- Linkse-Republikeinse Partij (Izquierda Republicana)
- Republikeinse Unie (UR)
- Esquerra Republicana de Catalunya (ERC)
- Spaanse Communistische Partij (PCE)
- diverse andere kleine linkse partijen.

Het Volksfront won de februariverkiezingen van 1936, op de voet gevolgd door het Nationaal Front van de rechtse en centrumrechtse partijen, zoals de CEDA.
Het Volksfront bleef tot het einde van de Spaanse Burgeroorlog in het republikeinse Spanje aan de macht. Daarna kwamen de nationalisten van generaal Franco aan de macht.